# Nationalpark Kellerwald-Edersee

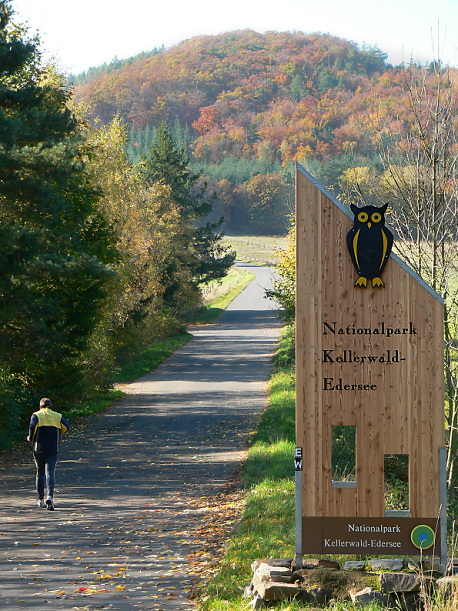
Nationalparkschild bei Hemfurth-Edersee

Der Nationalpark Kellerwald-Edersee (CDDA-Nr. 318077) im nordhessischen Landkreis Waldeck-Frankenberg ist ein um den Edersee gelegener Nationalpark im Nordteil des Mittelgebirges Kellerwald. Seit dem 25. Juni 2011 ist das Buchenwald-Gebiet des Nationalparks Teil der UNESCO-Weltnaturerbestätte Buchenurwälder und Alte Buchenwälder der Karpaten und anderer Regionen Europas.
Nach einer Erweiterung im Jahr 2020 um Gebiete nördlich und östlich des Sees umfasst der Nationalpark, gegliedert in 3 Teilflächen, inzwischen insgesamt 76,88 km².
Die Nationalparkverwaltung befindet sich im östlich des Parks gelegenen Bad Wildungen.

## Geographie

### Lage
Der Nationalpark Kellerwald-Edersee, der im westlichen Teil Nordhessens etwa 40 km (Luftlinie) südwestlich von Kassel liegt, umfasst den nördlichen Teil des Kellerwaldes. Sein Gebiet ist ungefähr deckungsgleich mit der Bergregion der Ederhöhen, die sich unter anderem südlich des Edersees ausbreitet. Der Park, der in seinen Grenzen unbesiedelt ist, befindet sich innerhalb der Grenzen des Naturparks Kellerwald-Edersee.
Der größere Teil des Nationalparks liegt südlich des Edersees von der Lorfe im Westen bis zum Tal des Wesebach im Südosten, er umfasst aber auch die Nordhänge des Sees zwischen Itter und Affolderner See. Der Edersee selbst sowie die an ihn angrenzenden Orte Hemfurth-Edersee, Rehbach, Bringhausen sowie Scheid und Asel-Süd sind ausgenommen, wie auch der Wildpark Edersee mit der Greifenwarte Wildpark Edersee und dem Kellerwald-Informationszentrum Fagutop.
Das Gebiet des Nationalparks wird umgeben von den Städten und Gemeinden Waldeck (Nordosten), Edertal (Osten), Bad Wildungen (Ostsüdosten), Frankenau (Südsüdwesten) und Vöhl (Nordwesten), deren Gebiete in den Park reichen. Der Park bildet damit ein Gebiet zwischen den folgenden Ortschaften (im Uhrzeigersinn, beginnend im Norden): Nieder-Werbe, Waldeck (beide Waldeck), Hemfurth-Edersee, Affoldern, Mehlen, Giflitz, Kleinern, Gellershausen (alle zu Edertal), Frebershausen (zu Bad Wildungen), Frankenau, Altenlotheim (zu Frankenau), Schmittlotheim und Kirchlotheim, Herzhausen, Marienhagen, Asel und Basdorf (alle zu Vöhl). Etwas entfernt befinden sich die Städte Korbach (Nordwesten), Naumburg (Nordosten), Fritzlar (Osten) und Frankenberg (Südwesten).

### Naturräumliche Zuordnung
Der Nationalpark Kellerwald-Edersee gehört in der naturräumlichen Haupteinheitengruppe Westhessisches Bergland (Nr. 34) und in der Haupteinheit Kellerwald (344) zur Untereinheit Große Hardt (344.3), wobei Ausläufer im Norden in die Untereinheit Ederseetrog (344.4), im Osten in die Untereinheit Wildunger Bergland (344.2), im Süden in die Untereinheit Mittelkellerwald (344.1) und im Westen in der Untereinheit Niederkellerwald (344.5) in den Naturraum Lotheimer Täler (344.51) reichen.
Die Große Hardt, das Gebiet des Nationalparks, wird auch als Hohe Hardt, Hardt, Ederhöhen, Ederberge (nicht zu verwechseln mit dem Ederbergland bei Battenberg) oder – im Mittelalter – als Hochgewälde bezeichnet.
Die stark hügeligen, fast vollständig mit Wald bedeckten Ederberge bestehen aus über 50 einzelnen, mehr oder weniger großen und bis 626,4 m ü. NHN hohen Bergen.

### Berge und Höhenlage
Der niedrigste Punkt des Nationalparks Kellerwald-Edersee liegt am Rand des Edertals beim Ortsrand von Affoldern unweit bzw. unterhalb der Staustufe des Affolderner Sees auf 194 m, seine höchste Stelle mit 626,4 m auf dem Traddelkopf.
→ siehe dazu: Liste von Bergen im Nationalpark Kellerwald-Edersee
→ siehe auch: Liste von Bergen des Kellerwalds
Die höchsten Berge des Nationalparks und der Ederhöhen sind – sortiert nach Höhe in Meter (m) über Normalhöhennull (NHN):
- Traddelkopf (626,4 m)
- Ahornkopf (604,1 m) – Südwestausläufer des Traddelkopfs mit im Nationalpark aufgegangenem Naturschutzgebiet Ruhlauber
- Dicker Kopf (603,7 m)
- Talgang (566,1 m)
- Locheiche (557,3 m) – Nordostausläufer des Traddelkopfs
- Quernst (ca. 545 m) – Nordausläufer des Talgangs mit Ruine der Quernstkirche (bei 535 m), der Quernstkapelle und einem Aussichtspunkt mit Blick auf das Rothaargebirge und Winterberg
- Ochsenwurzelskopf (542,2 m)
- Ermerod / Peterskopf (539,2 m / 506,6 m), mit Oberbecken der Pumpspeicherwerke Waldeck
- Friedrichskopf (528,5 m) – Südausläufer des Talgangs

### Gewässer
Fließgewässer, die den Nationalpark Kellerwald-Edersee bzw. die Ederhöhen einrahmen bzw. darin entspringen, sind (im Uhrzeigersinn, beginnend im Norden):
- Eder (Zufluss der Fulda)
  - Banfebach (Zufluss des/der Edersees/Eder)
    - Keßbach (Zufluss des Banfebachs)
      - Große Küche (Zufluss des Keßbachs)
        - Kleine Küche (Zufluss der Großen Küche)

    - Bleibach (Zufluss des Banfebachs)

  - Mellbach, Rehbach (Zuflüsse des/der Edersees/Eder)
  - Wesebach (Zufluss der Eder)
    - Wesebach-Zuflüsse: Haarbach, Schrummbach, Haimbach, Heimbach, Bartenbach, Kesselbach, Eschelbach, Klingesebach, Dreisbach, Ebach, Quernstgrund, Sasselbach

  - Lorfe (Lorfebach; Zufluss der Eder)
    - Elsbach (Zufluss der Lorfe)

  - Hundsbach (Zufluss des/der Edersees/Eder)
  - Bärenbach (Zufluss des/der Edersees/Eder)

Stillgewässer im Nationalpark Kellerwald-Edersee bzw. in den Ederhöhen sind:
- Edersee (nicht einbezogen)
- Affolderner See (im Osten)
- die Hochspeicherbecken der Pumpspeicherwerke Waldeck

## Waldgeschichte

### Frühe Waldgeschichte

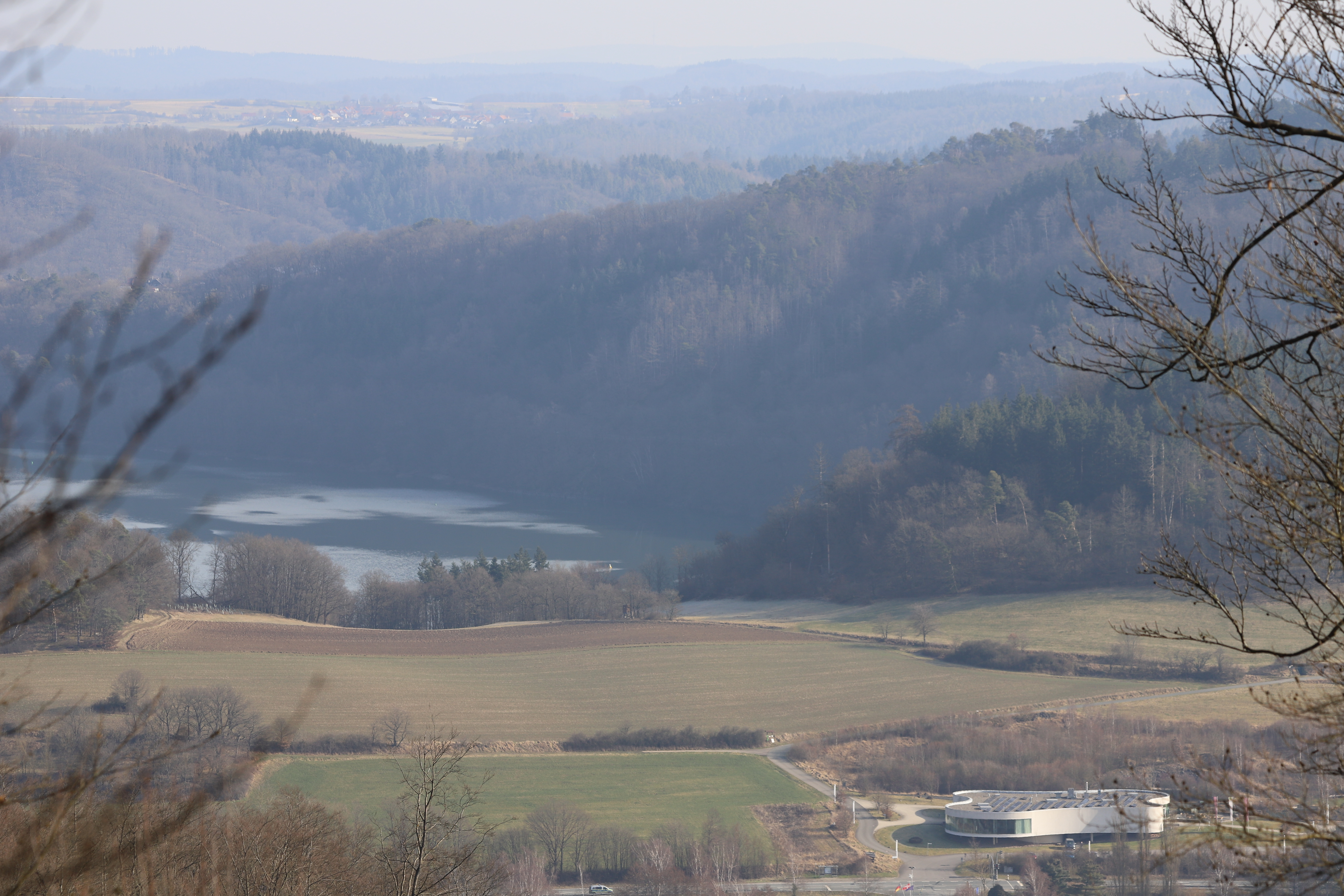
NationalparkZentrum Kellerwald zwischen Herzhausen und Kirchlotheim, im Hintergrund der Edersee

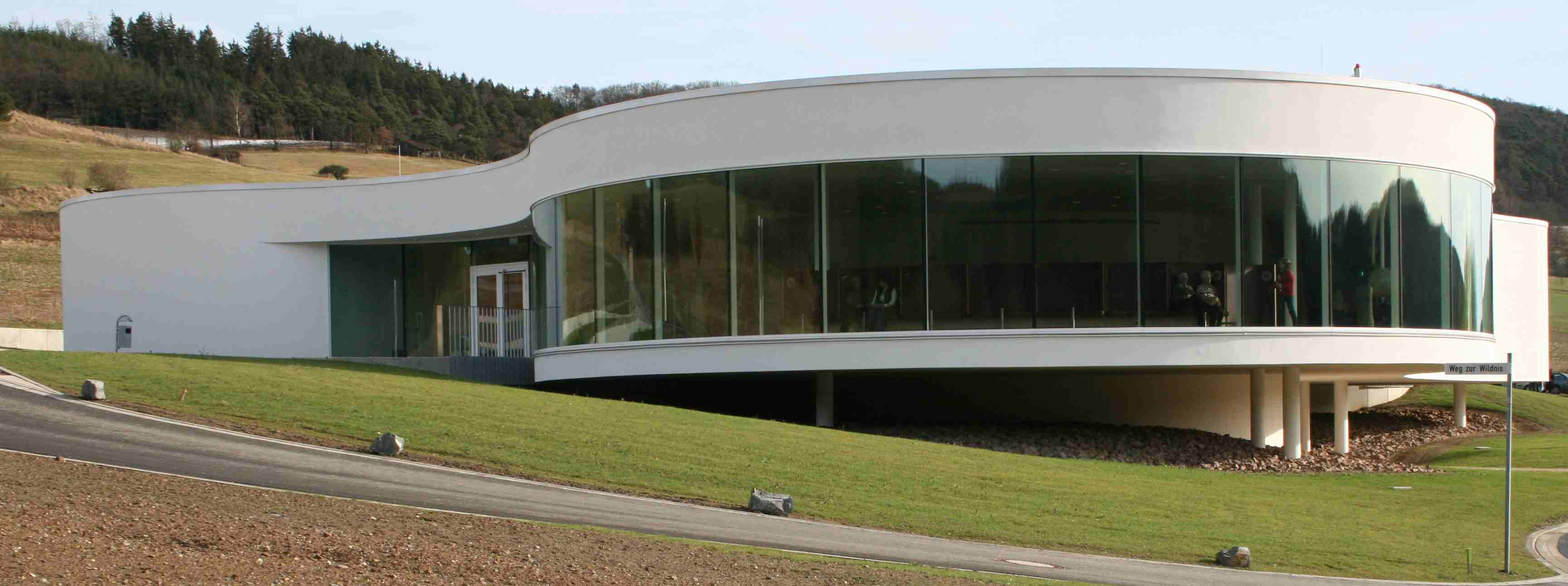
NationalparkZentrum Kellerwald

Durch die Eiszeiten wurden alle vorher bestehenden Wälder vernichtet. Zu einer Wiederbewaldung der Kellerwaldregion kam es erst nach Ende der letzten Eiszeit. Entsprechend der langsamen Klimaerwärmung wanderten nach und nach neue Baumarten ein.
Im Alleröd-Interstadial ab 11.400 v. Chr. entstand eine Tundra mit Wacholdern (Juniperus communis) und Weidenbüschen (Salix), die sich zu einem lichten Kiefern- (Pinus sylvestris), Birken- (Betula pendula), Wacholderwald weiterentwickelte.
In der Periode des Präboreals (9610 bis 8690 v. Chr.) entstand ein haselnussreicher Kiefern- und Birkenwald.
Im Boreal (8690 bis 7270 v. Chr.) dominierte Eichenmischwald (Quercus petraea, Quercus robur) mit vielen Ulmen (Ulmus glabra), Linden (Tilia platyphyllos, Tilia cordata) und Haseln (Corylus avellana).
Das feucht-warme Atlantikum (7270–3710 v. Chr.) bildete das nacheiszeitliche Klimaoptimum. In dieser Periode wanderte die Buche (Fagus sylvatica) nach Mitteleuropa ein, die sich auf Kosten der Ulme und der Linde ausbreitete. Es entstand dichter Buchenurwald mit Eichen.
In den folgenden Perioden des Holozäns, dem Subboreal (3710–450 v. Chr.) und dem Subatlantikum (450 v. Chr. bis heute) wurde das Klima kälter und kontinentaler. Seit dieser Zeit dominierte die Rotbuche fast vollständig das Waldbild.
Bis zum Mittelalter war der Kellerwald und insbesondere die Ederhöhen eine weitgehend menschenleere Waldwildnis. Menschen lebten nur am Rande des Gebietes. Insbesondere die sehr fruchtbare Fritzlarer Börde am Unterlauf der Eder ist seit dem Neolithikum kontinuierlich besiedelt. Im heutigen Nationalparkgebiet liegen südöstlich vom Berg Hardt (394 m) und nordöstlich von dessen Südsüdwestnachbar Bettelkopf (ca. 435 m) je ein Hügelgrab aus der Bronzezeit. Sie werden der Kultur der Streitaxtleute zugerechnet.

### Mittelalter und frühe Neuzeit
Eine dichtere Besiedlung der Kellerwaldregion ist erst für die Jahre ab 700 nachgewiesen. In drei großen Siedlungswellen drangen die Menschen bis 1200 in den bis dahin unberührten Urwald vor. Die letzte dieser Wellen erreichte auch die Ederberge, also das heutige Nationalparkgebiet. Dort entstanden die Dörfer Eselsbach, am Hundsbach im Gebrannten gelegen, Eschenbruch etwas östlich des Fahrentriesches, Wellenhausen im oberen Banfebachtal bei der Quernst, Denninghausen im Bleibachtal östlich des Himbeerkopfes, Bodenscheid und Banfe im unteren Banfebachtal sowie Ermerode am Elmsberg. Aufgrund der schlechten Böden konnten sich diese Dörfer nicht lange halten und fielen bis spätestens 1470 wüst. Ihre Rodungsinseln wurden von den Bauern der umliegenden Dörfer als Wiesen und Weiden genutzt. Es entstanden sogenannte Triescher.
In den Ederhöhen liegen auf dem Berg Talgang mitten im Wald die Ruinen der Quernstkirche, die um 800 auf einem alten germanischen Heiligtum, einem heiligen Hain, errichtet wurde. Sie war fast bis zur Reformation, die hier 1526 eingeführt wurde, die einzige Kirche der zahlreichen Kellerwalddörfer. Neben den oben genannten Dörfern der Dritten Siedlungsperiode gehörten ursprünglich zu ihrem Gemeindegebiet die Stadt Frankenau sowie die Dörfer Altenlotheim, Frebershausen, Gellershausen, Bringhausen und Asel. Die Quernstkirche wurde ab 1528 nicht mehr genutzt und verfiel. Heute sind nur noch bewachsene Schutthaufen zu erkennen.
Eine weitere frühchristliche Höhenkirche ist die Siegelskirche, die wohl ebenfalls an der Stelle eines vorchristlichen heiligen Hains gegründet wurde. Im Unterschied zur Quernstkirche erlangte sie allerdings keine Bedeutung, sondern sie war vermutlich eher eine kleine Kapelle, die vor allem bei Prozessionen aufgesucht wurde. Der Name der Kirche leitet sich wohl vom altdeutschen Personennamen Siegold ab. Die Siegelskirche stand auf dem Berg Bracht im sogenannten Mariental, also dem oberen Bärenbachtal am Rande einer Wiese. Noch 1864 sah der Kirchlotheimer Pfarrer Bingmann Mauerreste im Mariental, die er der Siegelskirche zuordnete. Gut 100 Jahre später konnte der Heimatforscher Walter Zarges den Standort der Kirche jedoch nicht mehr sicher lokalisieren.
Auf dem Berg Himmelreich im Süden des heutigen Nationalparks fand am 20. Juli 1760 als Teil des Siebenjährigen Krieges ein Gefecht zwischen hessischen und französischen Truppen statt. In diesem Gefecht starb Johann Justus Dehnert aus Röddenau, ein Unteroffizier des Hessischen Jägercorps. Er wurde von seinen Angehörigen direkt auf dem Himmelreich beigesetzt. Bis heute wird das Grab von den Nachkommen der Familie Dehnert gepflegt und kann besichtigt werden. Die Stelle heißt Dehnerts Grab.
Seit diesem Gefecht soll es auf dem Himmelreich spuken. Berichtet wird, dass Leute häufig Schlachtengeschrei, Hörnerklang, Feldmusik und großes Wehklagen der Verwundeten gehört haben. Ein Schreiner, der von Frebershausen nach Frankenau unterwegs war, will auf dem Himmelreich des Nachts sogar „2 Glieder Soldaten in bunten Uniformen mit aschfahlen Gesichtern, wie in Fels gehauen“ gesehen haben.
Der Wald selbst wurde im späten Mittelalter und der frühen Neuzeit intensiv und ungeregelt genutzt. Insbesondere wurden Hausschweine in den Wald getrieben, um sie mit Bucheckern und Eicheln zu mästen. An diese Praxis erinnert noch der Name Sauhütte auf dem Hegeberg bei Schmittlotheim. Aber auch Streuabfuhr, die ungeregelte Entnahme von Brenn- und Bauholz, die Köhlerei, Jagd und Nutzung der Eichenrinde als Gerberlohe bewirkten, dass der Wald im 18. Jahrhundert als verwüstet („devastiert“) bezeichnet wurde.

### Neuzeit ab 1800: Der Kellerwald als Jagdgebiet
Erst ab 1800 begannen systematische Aufforstungen, im Unterschied zu vielen anderen Regionen allerdings hauptsächlich wieder mit Buchen und kaum mit Nadelbäumen. Im ganzen 19. Jahrhundert gab es heftige Konflikte um die Waldnutzung zwischen der verarmten Bevölkerung und den Forstbehörden. Wilderei und Waldfrevel, also unerlaubte Holzgewinnung, waren weit verbreitet. Zeitweise musste die kurfürstliche Regierung von Hessen-Kassel Soldaten zum Schutze der Wälder abstellen. Überlieferte Anekdoten aus dieser Zeit kursieren noch heute unter den Einwohnern der umliegenden Dörfer. Unvergessen ist z. B. die Gestalt des in Bringhausen ansässigen waldeckschen Oberförsters Karl Kruhöffer (1821–1893), der wegen seiner lauten Stimme nur der Waldbölker genannt wurde. Er war in der Lage, seinen Waldarbeitern über zwei Täler hinweg Anweisungen zuzubrüllen! Gegen Wilderei ging er unnachgiebig vor. Sein Grab liegt auf dem Daudenberg am Sauermilchplatz.
Politisch war die Kellerwaldregion eine lange Zeit zwischen dem Fürstentum Waldeck, Hessen-Kassel und Hessen-Darmstadt zersplittert. Als Folge des Deutschen Krieges annektierte Preußen im Jahr 1866 das Kurfürstentum Hessen-Kassel und das zu Hessen-Darmstadt gehörende Hessische Hinterland. Waldeck kam 1929 zu Preußen.
Die Ederhöhen waren das bevorzugte Jagdrevier der Waldecker Fürsten. Da der Wildbestand durch Fütterungen künstlich sehr hoch gehalten wurde, waren die Schäden für die Bauern der umliegenden Dörfer enorm, zumal es im Fürstentum Waldeck keine Entschädigung für Wildschäden gab. Um diese in Zukunft zu vermeiden, wurde der waldecksche Teil der Ederhöhen im Jahr 1894 durch ein Gatter eingezäunt, das 1934 auf die ehemals hessischen Teile erweitert wurde und damit eine Fläche 47,46 km² einnahm. Im Jahr 1894 ließ der Fürst Friedrich auf dem Lingenkopf ein Jagdhaus errichten, das er nach seiner Frau Bathildishütte nannte. Nach der Abdankung des Fürsten als Folge der Deutschen Revolution von 1918 wurde das Jagdhaus auf Abbruch verkauft und in Altwildungen wieder aufgebaut. Nur der Pferdestall blieb stehen. Er wurde später zu einer Jagdhütte umgebaut, die bis heute existiert. Auch in der Zeit des Nationalsozialismus und in der Nachkriegszeit diente die Region hauptsächlich als Jagdgebiet. Es wurden repräsentative Staatsjagden durchgeführt. Von 1963 bis 1984 war das Wildgatter Edersee offiziell ein Wildschutzgebiet.

### In Richtung Naturschutz

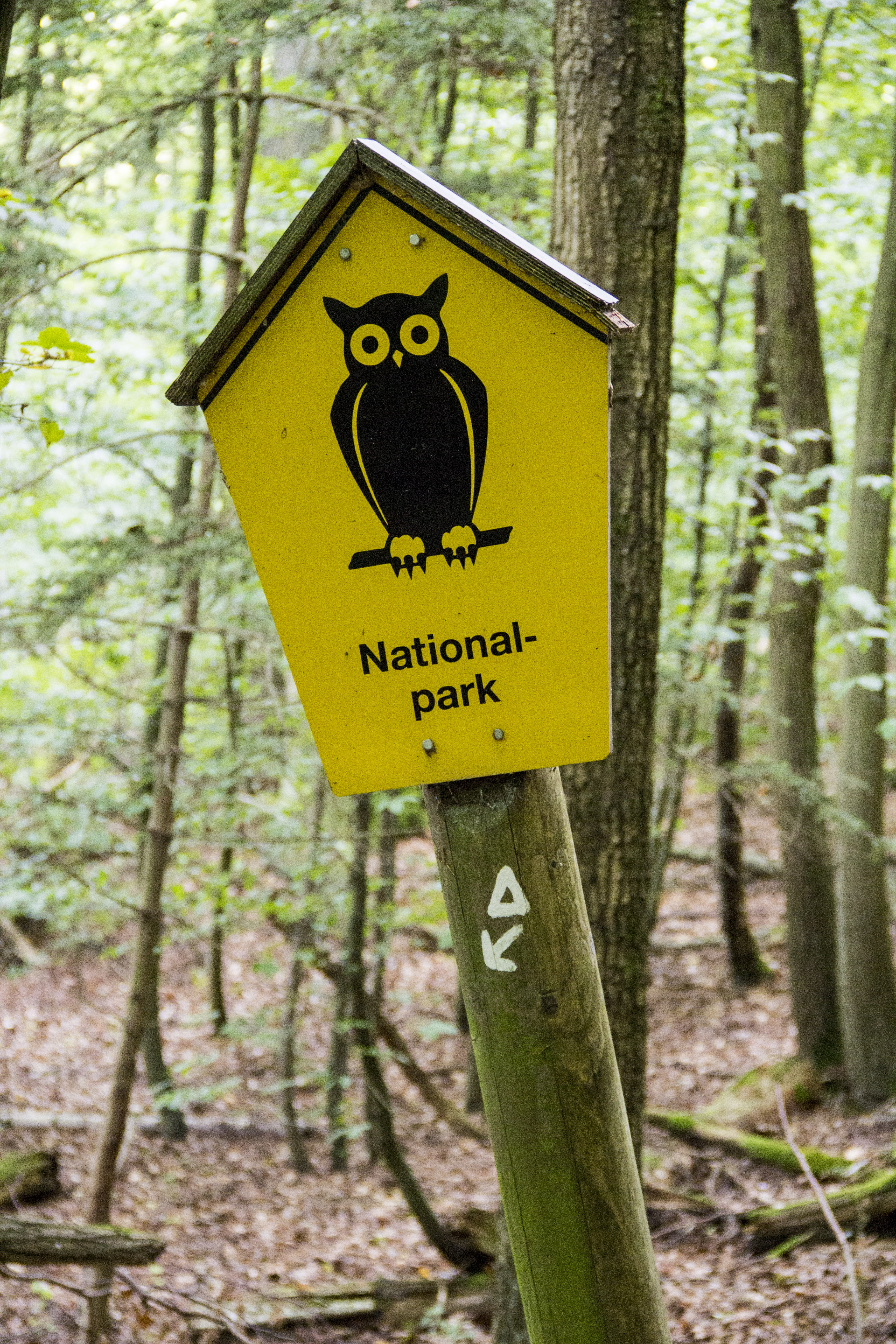
Naturschutzgebiet

Im Jahr 1989 wurden mehrere große Naturschutzgebiete eingerichtet, so dass wenigstens Teile der Altbuchenwälder unter Schutz gestellt werden konnten. Dies sind die NSGs Arensberg-Bärenbachtal-Fahrentriesch, Dicker Kopf, Hagenstein, Rabenstein und Ruhlauber. 1990 wurde das Gebiet des Wildgatters ein Wald- und Landschaftsschutzgebiet, 1991 der Gipfel der Locheiche als Bannwald ausgewiesen und 1998 das Waldschutzgebiet Gatter Edersee und weitere Flächen in der Größe von 5724 ha als FFH-Gebiet bei der Europäischen Union gemeldet.
1991 stellte der Verein Pro Nationalpark-Kellerwald e. V. ein Konzept für einen Nationalpark im Bereich des Waldschutzgebietes und mit einem Teilbereich im südlichen Kellerwald vor. Nach langjährigen schwierigen Diskussionen wurde der Nationalpark Kellerwald-Edersee am 1. Januar 2004 unter Ministerpräsident 
Roland Koch gegründet und am 25. Mai 2004 offiziell eröffnet. Dies geschah erst nach mehrjähriger Forderung durch Umweltgruppen wie NABU, BUND, WWF und Greenpeace.
Am 1. Februar 2007 erfolgte die Meldung als Weltnaturerbe bei der UNESCO. Im Oktober 2007 begann die Zertifizierung als erster deutscher Nationalpark nach den internationalen Kriterien der IUCN (Internationale Union zum Schutz der Natur). Am 10. März 2011 erhielt der Nationalpark als erstes deutsches Großschutzgebiet die offizielle Zertifizierung für die Kategorie II der IUCN-Richtlinie.
Am 18. Januar 2008 wurde das NationalparkZentrum Kellerwald zwischen Vöhl-Herzhausen und -Kirchlotheim, direkt an der Bundesstraße 252, eröffnet.
Teile des Nationalparks, insbesondere die Rotbuchenwälder mit alten Bäumen und die wenigen noch vorhandenen Urwaldreste, wurden am 25. Juni 2011 in das UNESCO-Weltnaturerbe aufgenommen, zusammen mit Buchenwäldern in den Nationalparks Hainich, Grumsiner Forst und Jasmund sowie des Serrahner Teils des Müritz-Nationalparks. Insgesamt gehören im Kellerwald 1467,1 ha des 5738 ha großen Parkgebietes zur Naturerbefläche.
Im Oktober 2020 wurde der Park um einige Gebiete nördlich des Edersees erweitert. Damit wächst das geschützte Gebiet um knapp ein Drittel.

## Pflanzen- und Tierwelt

### Flora

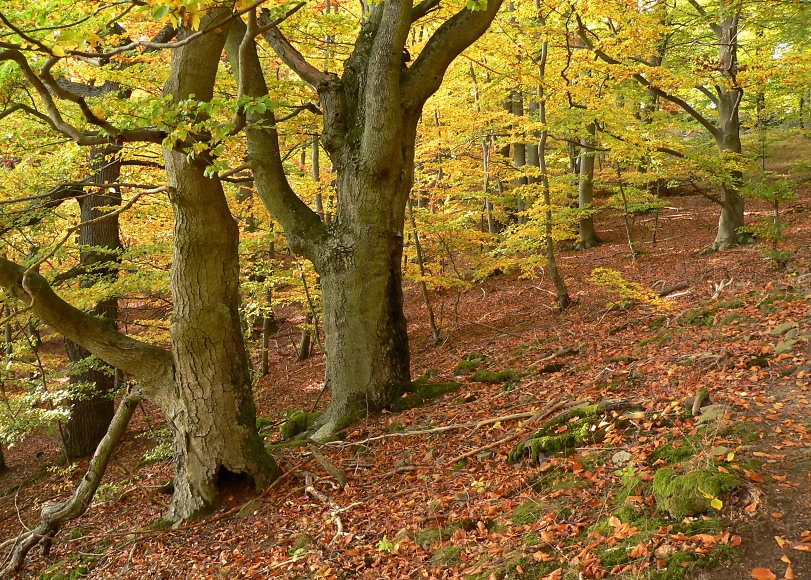
Buchenwald nahe dem Edersee

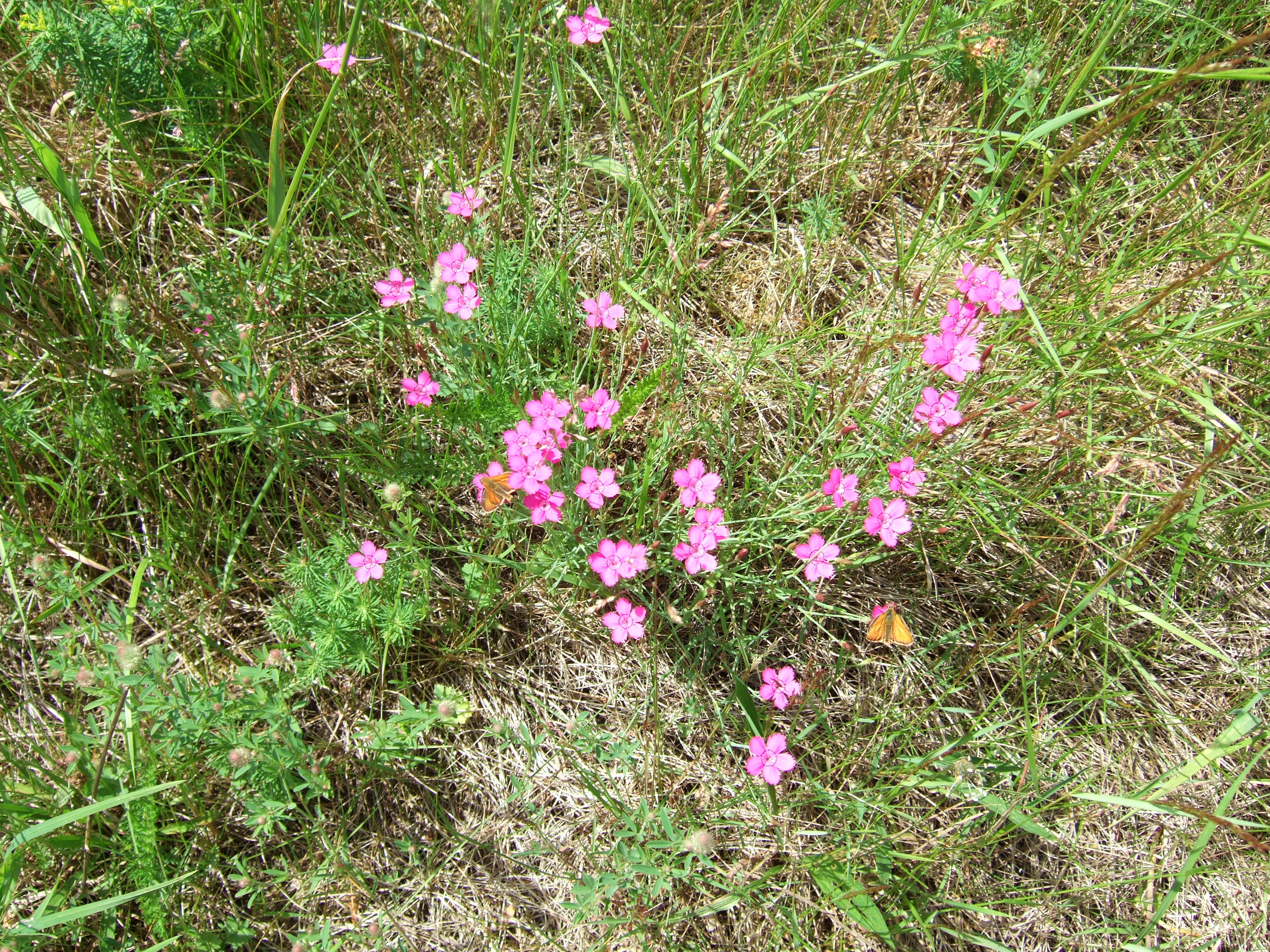
Heidenelken am Nordrand des Nationalparks Kellerwald-Edersee

Die charakteristische Waldgesellschaft des Nationalparks ist der bodensaure Hainsimsen-Rotbuchenwald. Er wächst vor allem auf sauren, nährstoffarmen Standorten und hat nur eine lückige Krautschicht. Frühlingsblüher wie Buschwindröschen (Anemone nemorosa) finden sich selten. Charakterart dieser Waldgesellschaft ist die Weißliche Hainsimse (Luzula luzuloides). Oberhalb von 500 m Höhe treten montane Hainsimsen-Buchenwälder auf, in denen auch der Bergahorn (Acer pseudoplatanus), und – deutlich seltener – die Gemeine Esche, die Bergulme und andere Baumarten der höheren Mittelgebirge zu finden sind.
Auf nährstoffreicheren Standorten kommt kleinflächig der Waldmeister- und Perlgras-Buchenwald vor.
Hinzu kommen eine Vielzahl besonderer Wälder wie Eichen-Trockenwald, Eichen-Hainbuchenwald sowie Blockschutt- und Hangwälder mit Winter- und Sommerlinde und anderen Edellaubhölzern, wie Ahorn, Ulme und Hainbuche. An den Steilhängen des Edersees gibt es zahlreiche Silikatfelsfluren mit der europaweit hoch gefährdeten Pfingstnelke. In den Tälern wachsen bachbegleitende Erlen-Eschenwälder.
Neben den Waldstandorten gibt es über 200 ha Driesche (ehemalige Hutungen) und Waldwiesen entlang der Bäche. Hier wachsen unter anderem Arnika, Heidenelke, Waldläusekraut, Teufelskralle und Breitblättriges Knabenkraut. Insgesamt gibt es im Nationalpark über 600 Gefäßpflanzen-Arten.  Die Flechten sind mit bisher 270 nachgewiesenen Arten vertreten.

### Funga
Im Rahmen eines zehnjährigen Beobachtungszeitraumes wurden in der Funga insgesamt 613 Arten von Großpilzen nachgewiesen. Davon sind 42 % Holzzersetzer, 26 % Zersetzer von Laub- und Nadelstreu, 27 % bilden Mykorrhiza und 5 % sind Halbparasiten. Die Diversität an Arten ist deutlich geringer als in anderen Buchenurwäldern in den Karpaten oder in Deutschland wie dem Hainich. Dies wird mit einer geringeren Zahl an Baumarten (32 Arten im Vergleich zu 53 in Hainich) und am relativ geringen Anteil an Totholz erklärt. Von den gefundenen Arten sind fünf Arten (Ästiger Stachelbart, Hohenbuehelia auriscalpium, Flacher Schillerporling (Inonotus cuticularis), Ischnoderma resinosum und Bepuderter Holztrichterling (Ossicaulis lignatilis)) von hohem Naturwert. Spongipellis pachyodon und Xylobolus frustulatus werden von der IUCN als vom Aussterben bedroht (critically endangered) eingestuft.

### Fauna
Die heimischen Großsäugetiere sind mit Rothirsch, Reh und Schwarzwild vertreten. Hinzu kommen die 1935 ausgesetzten Wildarten Mufflon und Damwild. Insgesamt beherbergt der Nationalpark 44 Säugerarten, darunter Fuchs, Dachs, Baum- und Steinmarder, Iltis, Hermelin und Mauswiesel. Auch Feldhase, Igel, Siebenschläfer und Haselmaus kommen vor. 1934 wurde erstmals in Europa der Waschbär am Edersee ausgesetzt, der sich seitdem über die Grenzen von Nordhessen hinweg ausbreitet. Im Jahr 2007 wurde die seit 60 Jahren als in der Region ausgestorben geltende Europäische Wildkatze (Felis silvestris) nachgewiesen.
Im Nationalpark leben 15 der 24 in Deutschland vorkommenden Fledermausarten; darunter die Große Bartfledermaus, das Braune Langohr und die besonders gefährdeten Arten Großes Mausohr und Bechsteinfledermaus.
Zudem leben 75 Brutvogelarten im Nationalpark. Der größte Brutvogel im Gebiet ist der Schwarzstorch. In den Felshängen brütet der Uhu. Weitere Eulenarten sind Waldkauz, Waldohreule, Raufußkauz und seltener der Sperlingskauz. Die Spechte sind mit sechs der sieben mitteleuropäischen Spechtarten vertreten. Seit 1989 brütet der Kolkrabe im Nationalpark, weiterhin gibt es baumbrütende Dohlen. Auch Hohltaube und Waldschnepfe sind anzutreffen. Trauerschnäpper, Gartenrotschwanz, Neuntöter und Raubwürger sind weitere Besonderheiten des Nationalparks.
Bis heute wurden im Nationalpark 876 Käferarten gezählt. Die Käfer sind insbesondere mit Alt- und Totholzbewohnern vertreten. Sieben Urwaldrelikte, darunter der Eremit kommen vor. Die Schmetterlinge wurden in den vergangenen 15 Jahren durch ehrenamtliche Forschung erfasst. Bisher sind 822 Arten bekannt.

## Baumartenzusammensetzung und Waldzustand

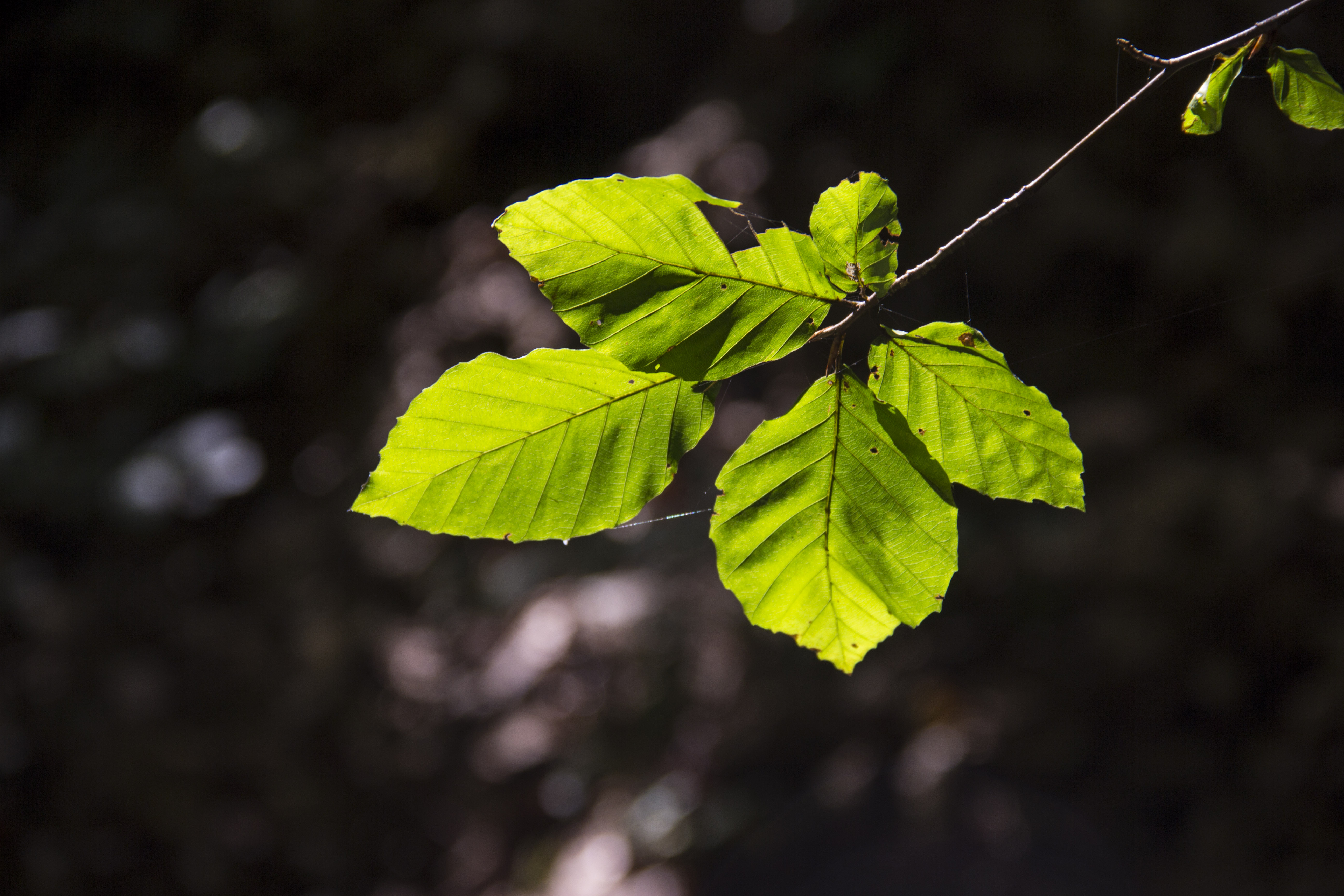
Buchenblätter im herbstlichen Gegenlicht

Die zwischen 2007 und 2009 vorgenommene permanente Stichprobeninventur ergab für den Nationalpark folgende Baumartenzusammensetzung und Verjüngung:
| Baumart                 | Anteil in % | Verjüngung pro ha (Pflanzen) |
| ----------------------- | ----------- | ---------------------------- |
| Rotbuche                | 65          | 3831                         |
| Trauben- und Stieleiche | 09          | 0168                         |
| Andere Laubbäume        | 03          | 1519                         |
| Gemeine Fichte          | 11          | 0326                         |
| Waldkiefer              | 03          | 0004                         |
| Andere Nadelbäume       | 09          | 0031                         |

Auffällig bei der Verjüngung ist der hohe Anteil der Rotbuche und anderer Laubbäume, während die Nadelbäume und die zwei Eichenarten nur eine geringe Rolle spielen. Dies lässt erwarten, dass der Nadelwaldanteil in der nächsten Waldgeneration stark zurückgehen wird.
63,4 % der Waldfläche des Nationalparks entsprechen von ihrer Baumartenzusammensetzung her der natürlichen Waldvegetation. Dies sind die verschiedenen Buchenwälder, die Linden-Ahorn-Schluchtwälder sowie Hainsternmieren-Erlenwälder. Weitere 7,6 % Waldfläche kommen der natürlichen Waldvegetation nahe. Dies sind naturnahe Laubmischwälder wie Birken-Eichenwald oder Eichen-Hainbuchenwald. Auf weitere 18 % wachsen Laub-Nadel-Mischwälder. Sie sind deutlich von der natürlichen Waldvegetation entfernt. 10,1 % der Bestände sind reine Nadelwälder und damit sehr deutlich von der natürlichen Waldvegetation entfernt.
Auffällig ist zudem der hohe Anteil der Buchenwälder über 160 Jahre. Er beträgt im Nationalpark bereits über 20 % (Stand 2009). Im Bundesdurchschnitt sind nur 0,9 % der Buchenwälder älter als 160 Jahre. Der Park befindet sich am Beginn eines mittel- bis langfristigen Reifeprozesses, so dass die jetzt im Vergleich zu Wirtschaftswäldern nur leicht erhöhte Totholzmenge erheblich zunehmen wird. Es wird aber mehrere Waldgenerationen und damit mehrere 100 Jahre dauern, bis sich ein wirklicher Urwald entwickelt.

## Ökologisch besonders wertvolle Parkgebiete

### Traddelkopf
Der Traddelkopf, im Volksmund auch die Traddel genannt, ist mit 626,4 m Höhe der höchste Berg des Nationalparks. Er erhebt sich mehr als 300 Meter aus dem Wesebachtal bei Gellershausen. Insbesondere in den oberen Regionen des Berges wächst mehr als 200 Jahre alter, montaner Hainsimsen-Buchenwald, mit vielen Bergahornen. Die Buchenwälder des Traddelkopfes gehören zu den ältesten des Nationalparks überhaupt und setzen sich fort am benachbarten Ahornkopf.

### Ahornkopf
Der 604,1 m hohe Ahornkopf ist die westliche Fortsetzung des Traddelkopfes und der zweithöchste Berg des Nationalparks. Hier liegt das bereits seit 1989 unter Naturschutz stehende Waldgebiet Ruhlauber. Dessen Buchenwälder wurden zwischen 1830 und 1840 begründet und sind demnach zwischen 170 und 180 Jahre alt. Die Höhe der Bäume beträgt teils über 30 Meter. Seit Unterschutzstellung ist eine zweite Baumschicht herangewachsen, so dass aus einem gleichförmigen Hallenwald ein mehrschichtiger Bestand wurde. An einigen Stellen wachsen auch Bergahorne. In der Nähe des Platzes Frankenauer Tor liegt eine ehemalige Wolfsgrube und ein Grenzstein von Hessen-Kassel und Waldeck.

### Arensberg
Der 459,6 m hohe und langgestreckte Arensberg hat einen hohen Anteil an alten und naturnahen Wäldern. Diese sind allerdings der Öffentlichkeit meistens nicht mehr zugänglich.
Als Wooghölle wird der Nordabhang des Berges bezeichnet, wo er steil zum Edersee abfällt. Dieses Gebiet ist – soweit die Aufzeichnungen reichen – niemals vom Menschen genutzt worden und war immer mit Wald bedeckt, selbst in der Phase der größten Entwaldung in der frühen Neuzeit. Auf 10 ha Fläche findet sich also ein tatsächlicher Urwald. Aufgrund der Nordexposition bekommt dieser Hang sehr wenig Sonne ab. Deshalb hat sich dort ein Schluchtwald entwickelt, der vor allem aus Buche (Fagus sylvatica) und Edellaubbäumen wie Bergahorn (Acer pseudoplatanus), Spitzahorn (Acer platanoides), Sommerlinde (Tilia platyphyllos), Bergulme (Ulmus glabra), Gemeine Esche (Fraxinus excelsior) und Hainbuche (Carpinus betulus) besteht. Der Urwaldsteig Edersee führt ein Stück weit durch die Wooghölle.
Auf dem anschließenden nördlichen Hochplateau sind einige mehr als 200 Jahre alte Buchenwälder erhalten geblieben, die ebenfalls zu den höchsten den Nationalparks gehören. Sehr naturnahe, teils urwüchsige Waldkomplexe befinden sich auch am Ost- und Westabhang des Berges. Es sind Schluchtwald und Buchen-Trockenwald. Dieses Gebiet ist nach Frede urwaldartig und ebenfalls nie vom Menschen genutzt worden.
Zusammengenommen bezeichnet der NABU wegen dieser Waldkomplexe den Arensberg als das Tafelsilber des Nationalparks. Hier sollen sich bevorzugt Rothirsch und Wildkatze aufhalten sowie der Schwarzstorch brüten. Die auf dem Arensberg gelegene Waidmannsheil-Hütte, eine Jagdhütte, wurde bereits abgerissen.

### Weitere Altbuchen- und naturnahe Wälder

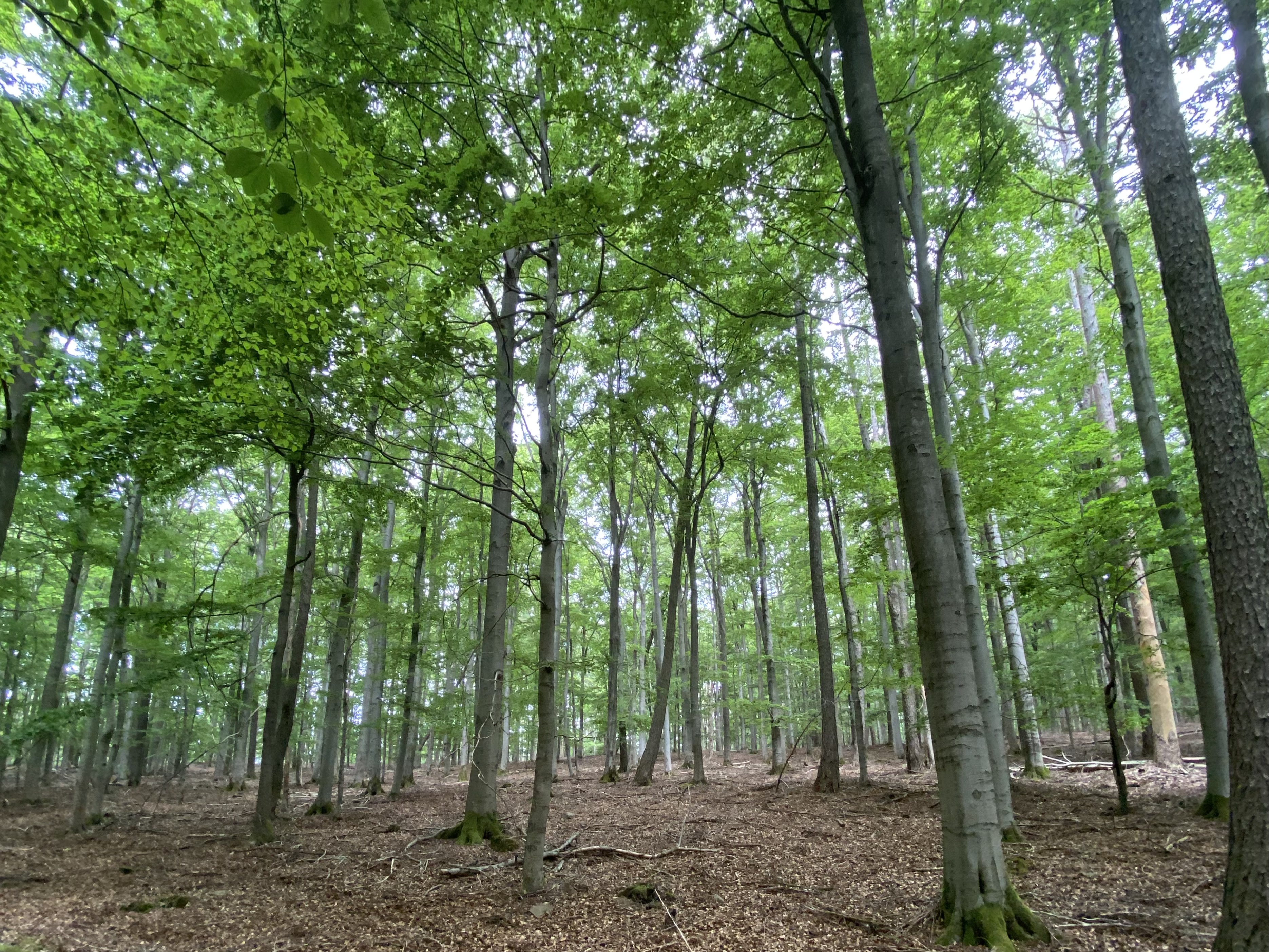
Locheiche

Weitere Altbuchenwälder im Nationalpark befinden sich in dem Naturwaldreservat Locheiche, auf dem Dicken Kopf, dem Geismarsberg, der Bracht, dem Hegeberg, der Hardt (Berg) und dem Salzkopf. Viele diese Wälder sind für die Öffentlichkeit nicht mehr zugänglich.
Urtümliche, urwaldartige Waldtypen (ohne Buchenalthölzer) finden sich noch auf dem Rabenstein mit natürlichem Eichen-Hainbuchen-Wald, dem Weißen Stein, dem Daudenberg mit einer sehr großen Blockschutthalde, dem Hohen Stoßkopf, dem Ringelsberg, und dem Hagenstein, der „Loreley des Edertals“.

### Fahrentriesch

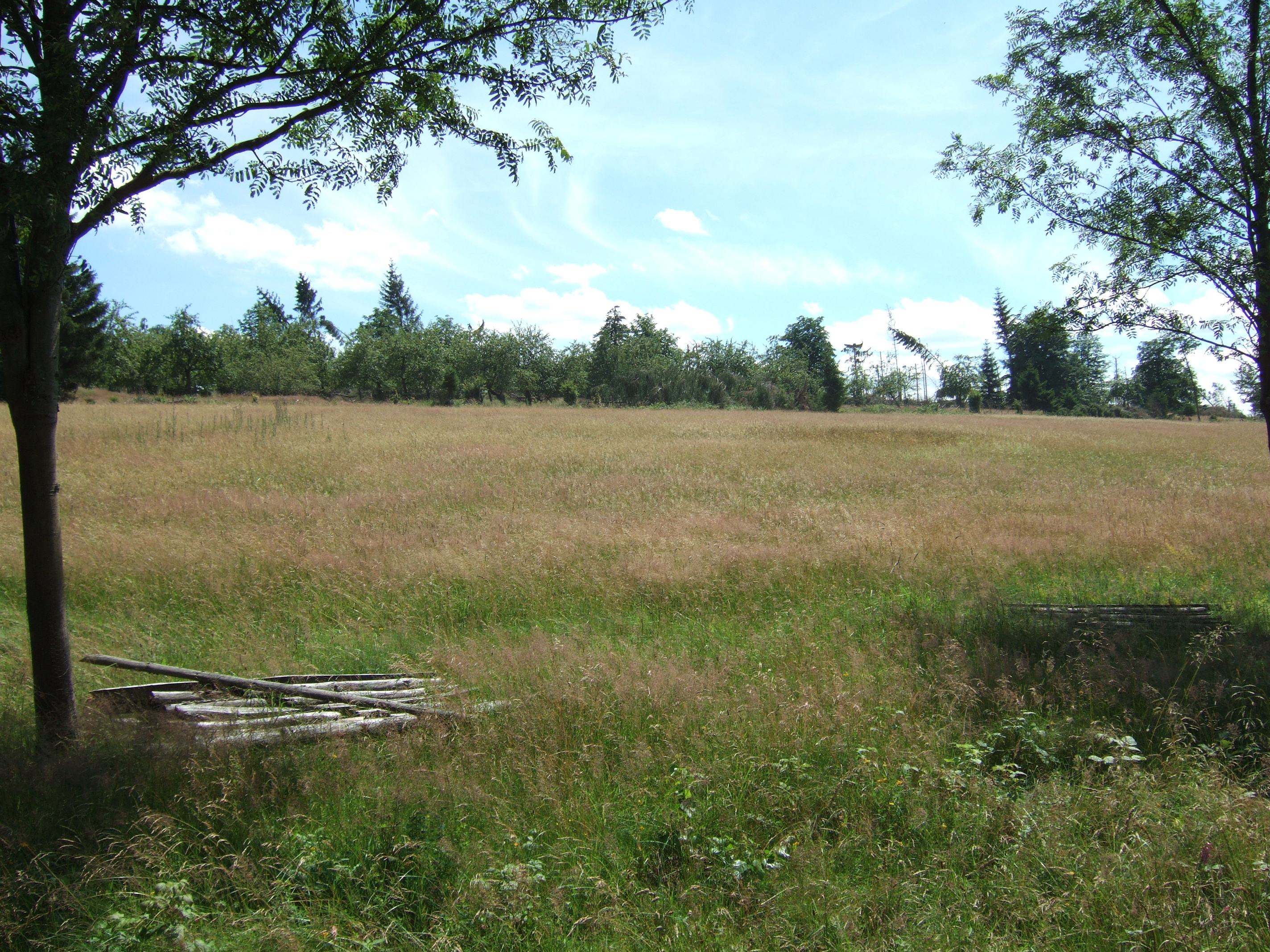
Fahrentriesch

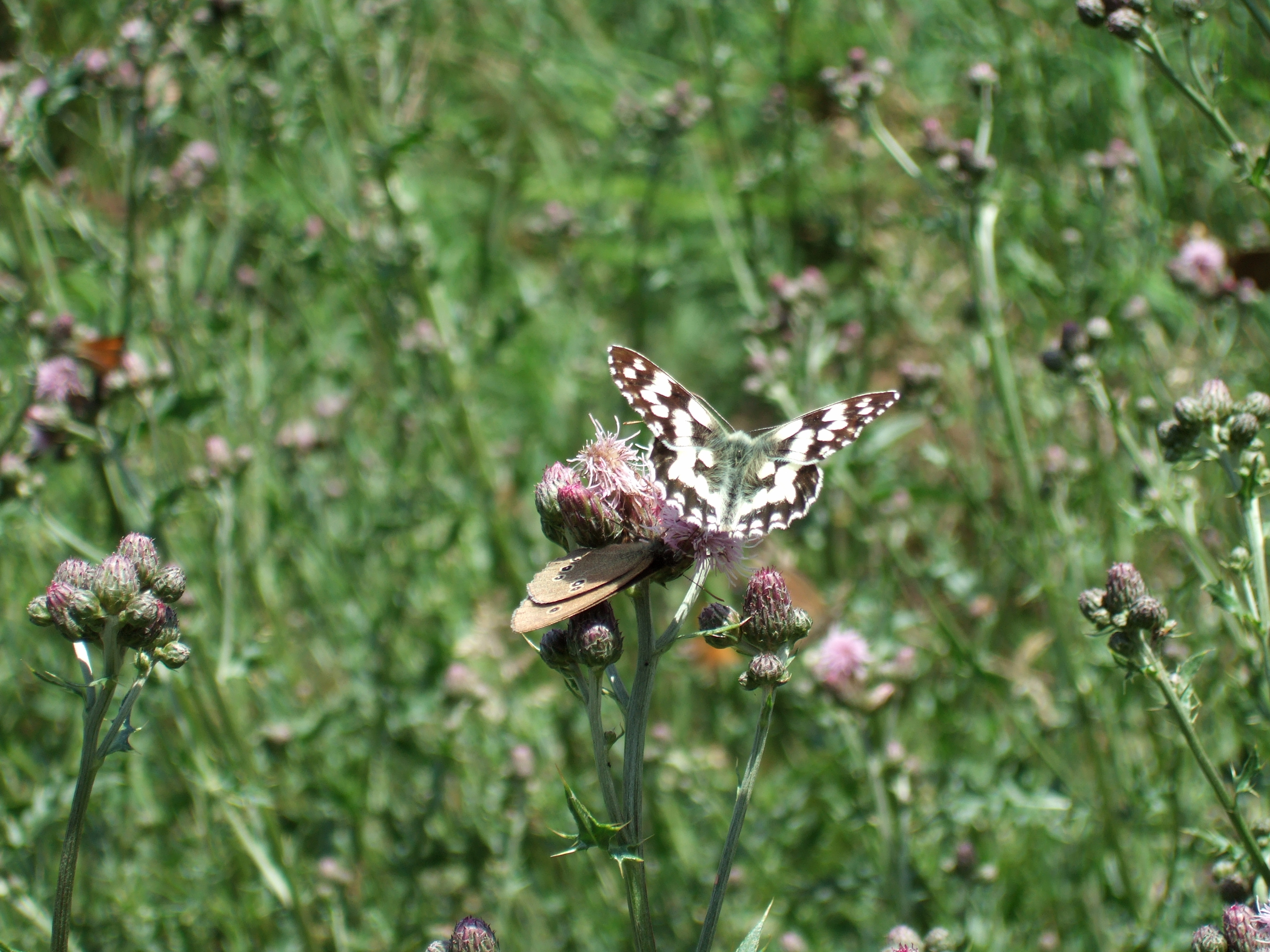
Schachbrettfalter im Fahrentriesch

Der Fahrentriesch ist der größte der Triescher des Nationalparks und liegt bei Altenlotheim auf etwa 450 m Höhe auf einem Hochplateau zwischen Bracht, Arensberg, Ascherberg und Kronberg. Er gehörte zur Rodungsinsel des 1332 wüst gefallenen Dorfes Eschenbruch. Allerdings lag dieses Dorf nicht direkt auf dem Fahrentriesch, sondern etwas weiter östlich auf dem Eschertriesch (inzwischen aufgeforstet) und dem Waldgebiet „Baustelle“. Vermutlich wurde diese Dorflage wegen der besseren Wasserversorgung gewählt.
Auf dem Fahrentrisch liegen in seinem zentralen Teil größere Bestände an Borstgrasrasen mit Vorkommen an Besenheide, Wacholdern, einzelnen Fichten und Lärchen. Hier wachsen auch Arnika, Besenheide, Heidenelke, Heidelbeere und Deutscher Ginster. In den äußeren Gebieten liegen Rotschwingel-Rotstraußgras-Wiesen, Glatthaferwiesen, Frischwiesen, Feuchtwiesen und Streuobstwiesen. Noch weiter außen, an den Hängen des Kronbergs und im Bärenbachtal zwischen Bracht und Arensberg wurden im 20. Jahrhundert große Flächen mit Fichten aufgeforstet. Diese wurden im Vorfeld der Nationalparkgründung bereits aufgelichtet. Die restlichen, noch stehenden Bäume sind 2007 durch den Orkan Kyrill umgeworfen worden.
Die Wiesen werden durch Beweidung mit Schafen und durch Mahd offen gehalten. Auf den anderen Freiflächen entwickelt sich langsam wieder Vorwald aus Birken und Rotem Holunder (Sambucus racemosa). An den Wegen wurden Alleen von Ebereschen angepflanzt.
Auf den Wiesen leben seltene Vögel wie Neuntöter, Raubwürger, Heidelerche und Goldammer, Reptilien wie Waldeidechse, Zauneidechse und Schlingnatter und Insekten wie der Große Heidegrashüpfer, die Gefleckte Keulenschrecke und der Nachtigall-Grashüpfer.
Auf den Wiesen wachsen mehrere, sehr große und ausladende Hutebuchen sowie eine große Sommerlinde und zahlreiche Gemeine Fichten und Lärchen.
Eine gewöhnliche Schutzhütte am Fahrentriesch wurde abgebaut und durch eine alte Wildfütterung ersetzt, die zu einer Informations- und Schutzhütte umgebaut wurde. Ende März 2012 bauten eine Gruppe dänischer Jugendlicher diese Fütterung am Fahrentriesch unentgeltlich wieder auf (siehe Buchenblatt 1/2012). Im Jahr 2013 wurden Texttafeln angebracht und Bänke aufgestellt.
Weitere Triescher, auf denen teilweise ebenfalls seltene Tier- und Pflanzenarten leben, sind der Tannendriesch bei Gellershausen, der Quernsttriesch mit den Ruinen der Quernstkirche und der Quernstkapelle, der Damentriesch mit einer Wiese namens Hasenhute und der Heiligenstocktriesch. Die letzten drei Triescher liegen in der Nähe von Frankenau. Auf dem Tannendriesch steht eine weitere Schutzhütte mit Informationstafeln.

### Kahle Hardt
Am nördlichen Prallhang über dem Edersee liegt die Kahle Hardt westlich der Halbinsel Scheid. Sie ist mit ihrer Südwestlage auf Schieferschuttdecken starken Temperaturdifferenzen ausgesetzt. Das forstlich nie intensiv genutzte Naturschutzgebiet gehört mit seinen mehrhundertjährigen Eichen zu den ältesten Waldbeständen Mitteleuropas. Die Traubeneichen stehen trockenheitsbedingt mit relativ großen Abständen und erreichen dabei selten Höhen über fünf Metern.

## Zonierung und Park-Management
Nach der Zonierungsplanung für den Nationalpark gehören etwa 85 % seiner Fläche zur Naturzone, für die Prozessschutz besteht und in der keine Eingriffe des Menschen mehr erfolgen.
Die Entwicklungszone nahm bei der Parkgründung 10 % der Fläche ein. Hier sollen durch vorsichtige Lenkungsmaßnahmen natürliche Entwicklungen angestoßen bzw. gefördert oder naturferne Zustände schrittweise renaturiert werden. Darunter fallen etwa der Abbau von Binnengattern, die Entfernung von standortfremden Gehölzen wie Douglasien, ein Umbau von reinen Nadelforsten, die Entfernung von Verrohrungen sowie der Abbau von jagdlichen und forstwirtschaftlichen Einrichtungen. Nach Erreichen dieser Ziele wird die Entwicklungszone in die Naturzone überführt.
Im Rahmen des Großprojektes Kellerwald-Region wurden ab 2010 vor allem die Verrohrungen bei zahlreichen Kellerwaldbächen entfernt. Wo diese Bäche Wanderwege kreuzen, wurden Furten angelegt. Das Wildgatter wurde zwischen 2013 und 2015 schwerpunktmäßig entfernt. Es ist nun fast vollständig abgebaut. Seit 2016 werden aus dem Parkgebiet Douglasien- und Fichtenmonokulturen entnommen, die natürlicherweise im Kellerwald nicht vorkommen.
Nach überschlägigen Berechnungen gehörten im Jahr 2014 bereits 92 % der Fläche zur Naturzone. Die Entwicklungszone ist demnach auf 3 % geschrumpft.
Die dauerhafte Pflege- und Managementzone macht 5 % der Parkfläche aus. Hierunter fallen vor allem wertvolle Kulturlandschaftsbiotope wie Waldwiesentäler, Hutungen und Triescher, die durch Mahd oder Beweidung vor allem mit Heidschnucken dauerhaft offen gehalten werden sollen.

### Jagd
In Nationalparks sollen wesentliche Teile der Fläche, mindestens 75 Prozent, der ungestörten natürlichen Entwicklung überlassen werden (Prozessschutz). Die wirtschaftliche Nutzung ist mit Ausnahme eines naturverträglichen Tourismus, zu unterlassen. Damit ist im Grundsatz die Jagd im Nationalpark zu verbieten, zumal dann, wenn sie zu wirtschaftlichen Zwecken erfolgt. Dennoch wird im Nationalpark Kellerwald-Edersee seit dessen Gründung weiterhin eine Jagd durchgeführt. Diese wird damit begründet, dass die hier vorkommenden Huftierarten hoch mobil sind und sich Teile ihres Lebensraums außerhalb der Flächen des Nationalparks befinden. Außerdem komme es dadurch außerhalb des Nationalparks zu Wildschäden an Landwirtschaftsflächen. Inwieweit auch das Fehlen der großen Beutegreifer wie Luchs, Wolf oder Braunbär Eingriffe in den Wildbestand erforderlich machen würde, ist fachlich umstritten.
Um die verschiedenen Interessen zu einem Ausgleich zu bringen, wurde ein erstes Wildtiermanagementkonzept für den Nationalpark erarbeitet und 2011 in Kraft gesetzt. Zu den Zielen gehörte unter anderem, die zu jagdlichen Zwecken eingebrachten Arten Mufflon und Damhirsch zurückzudrängen. Verpachtung von Jagdbezirken und Trophäenjagd wurden untersagt, eine Nutzung des Wildfleischs jedoch wegen starker Widerstände aus der Jägerschaft und gesetzlicher Regelungen weiter durchgeführt.
Das Konzept wurde von Anfang an stark kritisiert. So blieben nur 31 Prozent der Nationalparkfläche tatsächlich jagdfrei, was sowohl den Vorgaben für Nationalparks als auch für UNESCO-Weltnaturerbestätten widerspricht. Es müsse eine jagdliche Infrastruktur, etwa ein Netz von befahrbaren Waldwegen, aufrechterhalten werden. Obwohl der Schalenwildbestand unter demjenigen anderer deutscher Nationalparks läge, würde ein höherer Aufwand zu dessen Bejagung betrieben.
2018 wurde daher ein zweites Wildtiermanagementkonzept für die Jahre 2019 bis 2028 aufgestellt, das die Kritik in Teilen aufgreift. Demnach bleiben nun 40 Prozent der Fläche des Nationalparks jagdfrei, unter Einschluss der gesamten UNESCO-Welterbefläche. Auf 35 Prozent der weiteren Fläche dürfen ausschließlich Bewegungsjagden (Treibjagd) durchgeführt werden. Wildfütterung und Kirrung sind verboten. Von Anfang Januar bis Ende Juli herrscht eine siebenmonatige Jagdruhe. Ziel ist unter anderem, für Wildschwein und Rothirsch ein weitgehend natürliches Verhalten zu ermöglichen, um die Arten auch für Besucher erlebbar zu machen.

## Nationalpark-Ziel
Ziel des Nationalparks Kellerwald-Edersee ist es, den in seiner Größe und Naturnähe für Westeuropa einmaligen Rotbuchenwald dauerhaft unter Schutz zu stellen. Nach dem Motto „Natur Natur sein lassen“ soll sich hier die Wildnis von morgen entwickeln. Schon heute erfüllt der Nationalpark die Kriterien der IUCN (Internationale Union zum Schutz der Natur), wonach mindestens 75 % der Fläche ohne menschliche Eingriffe der eigenen, natürlichen Dynamik (Prozessschutz) zu überlassen sind.
Weiteres Ziel des Nationalparks ist die Umweltbildung und die stille Erholung sowie die Forschung.

## Tourismus und Wandern

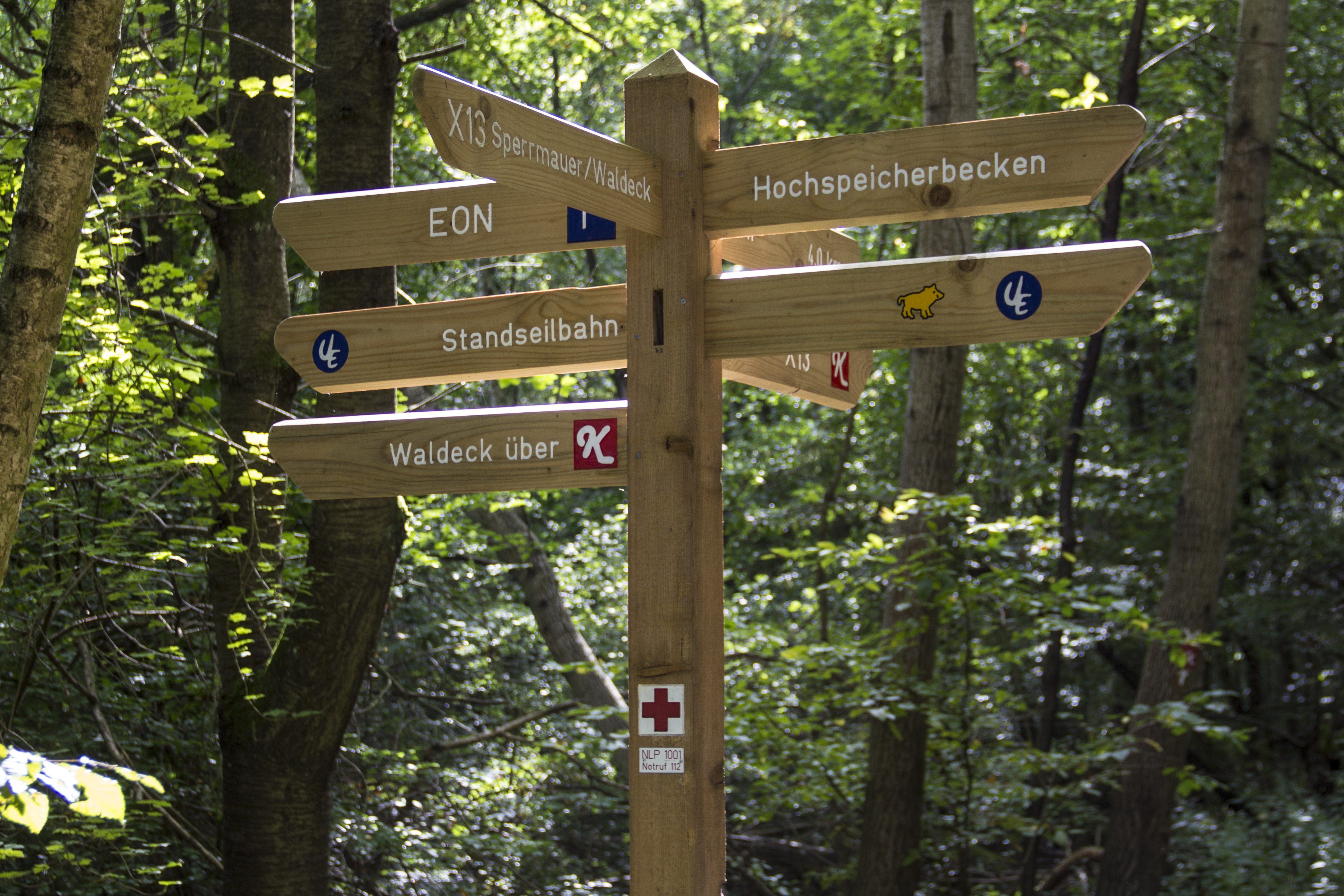
Wegweiser im Nationalpark

Durch den Kellerwald bzw. Nationalpark Kellerwald-Edersee führen mehrere Fernwanderwege:
- darunter Abschnitte des Kellerwaldsteigs, einem etwa 156 km langen Rundwanderweg, der die Berge und Orte vom National- und Naturpark Kellerwald-Edersee miteinander verbindet. Er führt im Bereich des Nationalparks von Frankenau zur Quernst und dann im Süden des Gebietes an den verschiedenen Trieschern wie Damentriesch, Heiligenstocktriesch und Fahrentriesch vorbei ins Elsebachtal und dann über den Hagenstein nach Kirchlotheim, wo er den Nationalpark verlässt.
- Außerdem existiert seit 2005 der Urwaldsteig Edersee, der auf etwa 68 km Länge im Wesentlichen durch den Nationalpark rund um den Edersee führt. Er verläuft am nördlichen Ufer durch die Trockeneichenwälder und südlich des Stausees durch einen teilweise als Welterbe ausgewiesenen Buchenwald. Hier führt er in Gebiete, in denen häufig Urwaldrelikte und naturnahe Wälder vorkommen. Dies sind insbesondere der Hagenstein, der Berg Hardt, der Salzkopf, der Ringelsberg, das Urwaldgebiet Wooghölle auf dem Arensberge, der Daudenberg mit seiner Blockhalde, der Dicke Kopf mit dem Waldgebiet Borndellen (Quellental) und der Ochsenwurzelskopf.
- Der 184 km lange Lulluspfad X16 führt über den Traddelkopf zur Bathildishütte mitten im Nationalpark, anschließend wendet er sich ins Banfebachtal, um dann über den Fahrentriesch bis nach Schmittlotheim auf dem gleichen Weg wie der Kellerwaldsteig zu verlaufen.

Der Kellerwaldsteig und der Lulluspfad verlaufen zu großen Teilen auf Forstwegen, der Urwaldsteig dagegen häufig auf schmalen Wegen, die zurückgebaut wurden. An manchen Stellen ist besonders letzterer sehr steil.
Darüber hinaus führen auch noch einige Rundwanderwege von den zahlreichen Wandererparkplätzen in und durch den Nationalpark. Sie sind in der Regel etwa zehn Kilometer lang und nach Tieren oder Pflanzen benannt, so gibt es zum Beispiel einen Fledermausweg und einen Ebereschenweg.
Etwas südlich der Quernst wurde 2018 eine Wildbeobachtungskanzel gebaut, die einen Blick in das einsame Waldtal Wellenhausen erlaubt. Insbesondere während der Hirschbrunft im Herbst kann hier am Abend und frühen Morgen Rotwild beobachtet werden. Der Nationalpark bietet Führungen an.
An die im Wald früher sehr häufig ausgeübte Köhlerei erinnern je ein Kohlenmeiler-Modell am Wanderweg von der Kellerwalduhr zur Quernst und am Tannendriesch bei Gellershausen.

## Verkehrsanbindung und Verkehrskonzept

### Straßen
Zu erreichen ist der Nationalpark Kellerwald-Edersee auf mehreren Landes- oder Kreisstraßen, die von der westlich in Nord-Süd-Richtung im Edertal den Park tangierenden Bundesstraße 252, von der einiges nördlich und jenseits des Edersees verlaufenden B 251, von der etwas östlich im Gebiet der Gemeinde Edertal am Park vorbeiführenden B 485 und von der etwas südlich im Kellerwald angelegten B 253 abzweigen:
Etwa entlang dem Nordrand des Nationalparks bzw. entlang dem Südufer des Edersees führen zwei nicht miteinander verbundene Stichstraßen: aus Richtung Westen von Herzhausen an der B 252 über Harbshausen nach Asel-Süd die Kreisstraße 59 (alle zu Vöhl) und aus Richtung Osten von Hemfurth-Edersee über Rehbach nach Bringhausen (alle zu Edertal) die K 35; Hemfurth-Edersee liegt an den ineinander übergehenden Landesstraßen 3084 und 3086, die jeweils nördlich vorbei am Affolderner See und Edersee nach Herzhausen führen, so dass man den Edersee nördlich umfahren kann. Bei Schmittlotheim zweigt die südwestlich vorbei am Park führende L 3085 ab, die in Frankenau die von dort durch das Wesebachtal zur Gemeinde Edertal an der B 485 führende L 3332 kreuzt, so dass man den Park umfahren kann.
Im Zusammenhang mit der Ausweisung des Nationalparks wurden am Rand umliegender Ortschaften zahlreiche neue Wandererparkplätze mit vor Ort stehenden Informationstafeln mit Überschrift Nationalpark angelegt; zudem gibt es an den Parkrändern einige ältere Parkplätze. Sie alle können als Ausgangs- und Zielpunkt für Touren in das Parkgebiet genutzt werden. Einige Wanderparkplätze werden inzwischen von Anruf-Sammel-Taxis angefahren.
Die im Rahmen der Nationalparkausweisung entstanden Parkplätze sind bzw. liegen am / in / an der:
- Kirchlotheim
- NationalparkZentrum Kellerwald bei Kirchlotheim
- Himmelsbreite bei Harbshausen
- Asel-Süd
- Kirchweg bei Bringhausen
- Peterskopf bei Hemfurth
- Rabenstein bei Affoldern
- Dinkelsburg bei Mehlen
- Trifthütte bei Kleinern mit einem Info-Schmetterling
- Heinrichshütte bei Gellershausen
- Quernstgrund bei Frebershausen
- Kellerwalduhr[27] (nahe Talgang) bei Frankenau, gleichzeitig AST-Haltestelle
- Koppe bei Altenlotheim
- Elsebach bei Schmittlotheim mit „Pavillon der Vielfalt“

### Bahn
Der Nationalpark Kellerwald-Edersee ist über die Bahnstrecke Warburg–Sarnau mit der Bahn erreichbar. Seit dem 14. September 2015 wird die Bahnverbindung Marburg–Frankenberg–Korbach–Brilon-Wald–Bestwig regulär befahren und zwar täglich im Zwei-Stunden-Takt. Haltepunkte an der Strecke, die als Ausgangspunkt für Wanderungen im Nationalpark genutzt werden können, sind Schmittlotheim und Herzhausen. Letzterer Bahnhof wird als Nationalpark-Bahnhof bezeichnet. Von hier aus ist auch das Nationalpark-Zentrum gut zu erreichen.
Der Nationalpark war bis 2015 der einzige in Deutschland, der nicht regelmäßig mit der Bahn angefahren werden konnte. Durch die Stilllegung des Abschnitts Frankenberg–Korbach der Bahnstrecke Warburg–Sarnau (1987) wurde der Halt in Vöhl-Herzhausen nicht mehr angefahren.
Im Jahr 2012 wurde nach jahrelangen Diskussionen die Reaktivierung der Bahnstrecke Korbach–Frankenberg endgültig beschlossen. Bereits in den Vorjahren wurden durch einige Privatinitiativen und anlässlich von Streckenfesten sporadisch Ausflugsfahrten an den Edersee im Wochenendverkehr angeboten; teilweise in Verbindung mit Sonderfahrten historischer Züge. Im Jahr 2009 wurden an drei Wochenenden solche Angebote realisiert. 2010 wurde mit dem Burgwaldbahnfest am 23. und 24. Oktober die Renovierung der Strecke zum 120-jährigen Jubiläum gefeiert. Anlässlich dieses Ereignisses wurde die Strecke Marburg-Frankenberg-Herzhausen mit unterschiedlich bespannten Sonderzügen befahren. In den Jahren 2011, 2012 und 2013 fuhren die Züge von Marburg an Sonn- und Feiertagen im Sommerhalbjahr fahrplanmäßig über Frankenberg bis nach Herzhausen, so dass der Nationalpark erreicht werden konnte. Im Jahr 2014 war dies wegen der intensiven Instandsetzungsarbeiten der Strecke nach Korbach nicht möglich. Die Bahn bot an Sonn- und Feiertagen Schienenersatzverkehr nach Herzhausen an. Am 12. und 13. September 2015 wurde die reaktivierte Bahnstrecke mit einem Fest eröffnet. Seitdem verkehren wieder regelmäßig Züge.
Ein Verkehrskonzept, das autofreien Tourismus im Nationalparkgebiet ermöglichen soll, gibt es für den Kellerwald, etwa im Unterschied zum Nationalpark Bayerischer Wald, trotz der Fortschritte bei der Bahnanbindung nach wie vor nicht.

## Briefmarkenmotiv
Am 11. Februar 2011 wurde die am 3. Januar 2011 erschienene 1,45-Euro-Briefmarke mit dem Motto „Illustrative Darstellung der Wald- und Seelandschaft des Nationalparks Kellerwald-Edersee“ im NationalparkZentrum Kellerwald der Öffentlichkeit vorgestellt. Das Motiv zeigt den Blick von Schloss Waldeck auf den Edersee bei Niedrigwasser mit freiliegender Halbinsel an den Hopfenbergen, dahinter, etwas oberhalb der Motivmitte, die Staumauerkrone des außerhalb vom Nationalpark aber im Naturpark Kellerwald-Edersee gelegenen Stausees.

## Filmographie
- Im Nationalpark Kellerwald-Edersee, Dokumentarfilm, 45 Minuten, Deutschland, 2005, Buch und Regie: Ina Knobloch, Manfred Praxl und Hiltrud Jäschke, Produktion: MDR